# Louis Otho Williams
Louis Otho Williams, född den 16 december 1908 i Jackson, Wyoming, död den 6 januari 1991, var en amerikansk botaniker som var specialiserad på bladmossor och fröväxter.
Williams erhöll sin Bachelor of Arts och Master of Arts vid University of Wyoming samt filosofie doktor vid Washington University in St. Louis. Han började att arbeta som redaktör på American Orchid Society Bulletin och under kriget inom den brasilianska gummiindustrin. Under större delen av 1950-talet var han bosatt i Honduras och grundade tidningen Ceiba där. 1960 återvände han till USA och arbetade för Field Museum of Natural History.
Auktorsnamnet L.O.Williams kan användas för Louis Otho Williams i samband med ett vetenskapligt namn inom botaniken; se Wikipediaartiklar som länkar till auktorsnamnet.
|  | Wikispecies har information om Louis Otho Williams. |